# آجلينتو
آجلينتو، (بالإنجليزية: Aglientu)‏، هي بلدية، في مقاطعة ساساري، في منطقة سردينيا الإيطالية، وتقع على بعد حوالي 210 كيلومتر (130 ميل) شمال كالياري، وحوالي 35 كم (22 ميل) شمال غرب أولبيا.

## السكان
في سنة 1861 بلغ عدد السكان 657 نسمة، وتطور العدد ليصل في سنة 2011 لـ 1٬171 نسمة.
يظهر هذا المخطط البياني تطور النمو السكاني لـ آجلينتو